# Tengeri népek

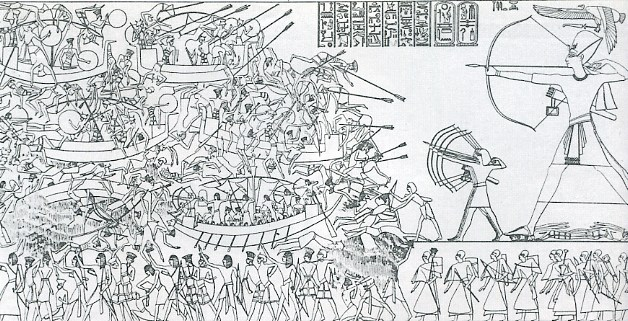
A híres Nílus-deltai csata az egyiptomiak és a tengeri népek között

A tengeri népek kifejezés az ókori népek két csoportját jelöli, akik tengeri portyázókként a keleti Mediterráneum partjain megtámadták Anatóliát, Ciprust, Levantét és Egyiptomot két hullámban (első és második tengeri koalíció), az i. e. 13–12. század fordulóján. A tengeri népek sikeresen taroltak le mindent maguk előtt, mígnem a XIX. dinasztia idejének végén, és különösen III. Ramszesz uralkodásának ötödik vagy nyolcadik évében elérte Egyiptomot a támadás. A fáraó sikeresen visszaverte az inváziót, a tengeri népek pedig szinte nyom nélkül eltűntek. E hosszú háborúskodásnak volt a része a történelem első ismert tengeri csatája. Ramszesz küzdelmeit az idegen támadókkal az uralkodó építkezésein nagyon jól dokumentálták az egyiptomi mesterek, de a tengeri népekkel kapcsolatos tudásunk nagy része általánosságban is elsősorban egyiptomi forrásokon alapszik.

## Történeti források
A tengeri népeket legkorábban Merenptah fáraó egyik felirata említi, akinek uralkodását általában i. e. 1213 és i. e. 1204 közé teszik, bár egyes csoportokat korábban is említenek, mint például a danunákat (dnn) vagy danaoszokat III. Amenhotep idején és a szardanákat (srdn) vagy szardónioszokat mint II. Ramszesz zsoldosait. Merenptah közli, hogy uralkodásának 5. évében (i. e. 1208) legyőzte a támadó líbiaiak és tengeri népek szövetséges erejét, 6000 embert megölve és 9000 foglyot ejtve.[forrás?]
20 évvel később III. Ramszesznek egy újabb invázióval kellett szembenéznie. Thébai halotti templomában (Medinet Habu) leírja – annak ellenére, hogy senki sem állhatott ellen a tengeri népeknek és ők lerohanták Hattit, Kizzuwatnát, Karkemist, Arzawát és Alasiját városaikat lerombolva – hogyan verte meg őket tengeri csatában, nem engedve őket partra szállni a Nílus-deltában (Nílus-deltai csata). Megadja a tengeri népek törzsneveit, ami ugyanaz, mint Merenptah listája. Ramszesz néhány más győzelméről ismert, hogy fiktívek, ezért egyes egyiptológusok úgy gondolják, hogy Ramszesz nem harcolt a tengeri népek ellen, Merenptah győzelmeit a sajátjaként tüntetve fel,[forrás?] ami nem ismeretlen gyakorlat a fáraók körében.
Egy tengeri nép megjelenik egy másik forrásban az i. e. 12. század elején. Ammurapi, Ugarit utolsó királya (kb. i. e. 1191 – i. e. 1182) kapott egy levelet a II. Szuppiluliumasz hettita királytól, amiben az figyelmeztette őt a „sikalajukra, akik hajókon élnek”. Ezek talán ugyanazok, akik Merenptah listáján „sekelesekként” szerepelnek. Hamarosan ezután Ammurapi hatalma megdőlt, Ugaritot kifosztották és jelentéktelen településsé vált, sohasem lett többé politikailag fontos tényező.

### A források egy lehetséges összehasonlítása
A népek azonosításának legelfogadottabb verzióját az alábbi táblázat foglalja össze, de ezt többen vitatják.
Az első tengeri koalíció népei:
| Egyiptomi (olvasat)             | Hettita                                             | Héber | Görög       | Magyar név |
| ------------------------------- | --------------------------------------------------- | ----- | ----------- | ---------- |
| jḫjwš.w vagy jqjwš.w (akaiwasa) | aḫ-ḫi-i̯a-u̯a (ahhijava, akkhiyawa)                   |       | akhaiosz    | akhájok    |
| šqlš.w (sekeles)                | ša-al-la-u̯a-aš-ša/šikalai̯u (szallavasza, szikalaju) |       | szikelosz   | szikulok   |
| šrdn.w (sardana)                |                                                     |       | szardoniosz | szárdok    |
| twrwšʿ.w (turusa)               | ta-ru-ú-i-ša/ta-ru-i-ša (taruisza)                  |       | türszénosz  | etruszkok  |

A második tengeri koalícióban feltűnő népnevek:
| Egyiptomi (olvasat)                           | Hettita                            | Héber    | Görög                                | Magyar név       |
| --------------------------------------------- | ---------------------------------- | -------- | ------------------------------------ | ---------------- |
| dnn.w (denen)                                 | da-nu-na (danuna)                  |          | danaosz(?)                           | dórok            |
| drdnj.w (dardana)                             |                                    |          | dardanosz                            | dardánok         |
| wšš.w (vasasa, valószínűleg a korábbi jḫjw.w) |                                    |          | akhaiosz                             | akhájok/oaxiosz* |
| ms (mesz, masza)                              | ma-a-ša                            |          | müszosz                              | müszök           |
| pršt.w vagy plśt.w (peleset)                  |                                    | pelistim | philiszteosz                         | filiszteusok     |
| škrš.w (sakarusa, azonos a sekelessel)        | zikar                              |          | szikelosz                            | szikulok         |
| ṯqr.w (tjeker)                                |                                    |          | teukrosz (a dardánok egyik törzse)** | északi lükök?    |
| twrwšʿ.w (turusa)                             | ta-ru-ú-i-ša/ta-ru-i-ša (taruisza) |          | türszénosz                           | etruszkok        |
| mwšḫj.w (muskhi)                              |                                    |          |                                      | frügök           |

(*) Oasszosz káriai, Oaxosz krétai város, mindkettő vonatkozhat a károkra
(**) Homérosznál Trója körül élő nép

## Hipotézisek és régészeti bizonyítékok
Egyes hipotézisek[forrás?] vitatják a tengeri népek koncepcióját, az egyiptomi harcokat csak jelentéktelen csetepatéknak minősítve, a kánaáni és mezopotámiai pusztulásokat a habiruknak tulajdonítva.
A tengeri népek hatására ekkor omlott össze a Hettita Birodalom és Ugarit, majd Egyiptomot külső támadások érték.
A geológusok által bizonyított tény,[forrás?] hogy - az i. e. 2500 körüli évekhez hasonlóan - a klimatikus viszonyok ismét megváltoztak, a Föld átlaghőmérséklete csökkent, az éghajlat hidegebbé vált, és valószínű emiatt nagy népvándorlások indultak a termékenyebb területek felé.
Egy másik hipotézis a nagy pusztulást teljesen a görögöknek, azaz az akhájoknak és a danaoszoknak tulajdonítja, akik végül saját magukkal is végeztek. Mint látjuk fenn, az akhájokat a fő hipotézis is a nagy invázió részének tartja, azonkívül nincs rá bizonyíték, hogy a görög szárazföldet külső támadás érte volna, Görögország pusztulása, a görög sötét kor kezdete tehát görög belügynek látszik leginkább, bár Püloszban, a Peloponnészosz délnyugati részén támadástól tartva a kor elején erődöt és riadóláncot állítottak fel.
Régészeti bizonyítékok, a tengeri népek által feldúlt helyeken talált itáliai kerámiák és bronzfegyverek támasztják alá az itáliai eredetű részvételt. Fibulák és borostyánékszerek Közép-Európára utalnak, ugyanakkor néhány itáliai típusú kés és csésze nagyon emlékeztet a Magyarországon és Németországban i. e. 1800 és i. e. 1600 közötti időszakból talált tárgyakra.
A legerősebb régészeti bizonyítékok a filiszteusok égei eredetét – Myc IIIC kerámia – bizonyítja,[forrás?] bár néhányan[forrás?] ezt is vitatják és a filiszteus kultúrát belső kánaáni fejlődés eredményének tartják, bár itt a bizonyítékok az égei eredet mellett igen erősek, még indoeurópai nyelvi bizonyítékok is fellelhetők.[forrás?]
Egy bizonyosnak látszik a tengeri népekkel kapcsolatban. Mindig porig égették a városokat és a romokon saját alacsonyabb kultúrájú településeiket hozták létre, s Homérosz alapján valószínűtlen, hogy a tradicionális helládikus harci osztály tagjai ennyire szemétre dobták volna a zsákmányt.
Egy elmélet szerint a föníciaiak segítségével a Fekete-tenger vidékéről és Anatóliából hajóztak volna délre népek, hogy új területet foglaljanak maguknak. Ezt az a tény támasztaná alá, hogy Föníciát valóban nem érte támadás, holott körülöttük mindenkit.
Szöveges és régészeti bizonyítékok szerint a görög és az egyiptomi állam zsoldosokat foglalkoztatott északról és nyugatról. Lehet, hogy ezek a zsoldosok végül szövetkeztek bennszülött szolgarendűekkel, hogy megdöntsék az összetett, de megcsontosodott görög és közel-keleti államokat.
Néhány kutató a danaoszokat Dán törzsével azonosítja, akik elhagyták volna a tengeri népek koalícióját és a zsidó törzsek koalíciójához csatlakoztak volna az i. e. 12. században. Egy ilyen történet megmagyarázná a dán törzsbeliek és a filiszteusok közötti különös gyűlöletet, amit a Bírák könyve említ.